# Ananász expressz
Az Ananász expressz (eredeti cím: Pineapple Express) 2008-ban bemutatott amerikai filmvígjáték, melynek rendezője David Gordon Green, forgatókönyvírói Seth Rogen és Evan Goldberg, a főszerepben Rogen és James Franco látható. Judd Apatow producer, aki korábban a Felkoppintva és a Superbad, avagy miért ciki a szex? című filmeken dolgozott együtt Rogennel és Goldberggel, segített a történet kidolgozásában.
A Columbia Pictures 2008. augusztus 6-án mutatta be a filmet, amely 26 millió dolláros költségvetésből 102 millió dollárt hozott világszerte. Általánosságban pozitív véleményeket kapott a kritikusoktól, és azóta kultikus rajongótábora alakult ki. Franco-t Golden Globe-díjra jelölték alakításáért. Magyarországon 2008. október 23-án mutatták be az InterCom Zrt. forgalmazásában.

## Cselekmény
A lusta Dale-nek és drogdílerének, Saul-nak menekülnie kell, miután Dale azon a helyen adja át a drogot, ahol egy korrupt rendőr és egy drogbáró megölnek egy ázsiai férfit.

## Szereplők
| Szerep           | Színész        | Magyar hang    |
| ---------------- | -------------- | -------------- |
| Dale Denton      | Seth Rogen     | Anger Zsolt    |
| Saul Silver      | James Franco   | Dévai Balázs   |
| Red              | Danny McBride  | Scherer Péter  |
| Budlofsky        | Kevin Corrigan | Hannus Zoltán  |
| Matheson         | Craig Robinson | Kardos Róbert  |
| Ted Jones        | Gary Cole      | Végh Péter     |
| Angie Anderson   | Amber Heard    | Csifó Dorina   |
| Miller közlegény | Bill Hader     | Molnár Levente |
| Bratt tábornok   | James Remar    | Varga Tamás    |
| Ken              | Ken Jeong      | Kossuth Gábor  |

## Bevétel
A Sony 2008. augusztus 6-án, szerdán mutatta be a filmet, amely az első napon 12,1 millió dolláros bevételt hozott. A hétvégén a második helyen nyitott A sötét lovag mögött 23,2 millió dollárral, az ötnapos összbevétel 41,3 millió dollár volt. A film az Egyesült Államokban és Kanadában 87,3 millió dollárt, más területeken 14,2 millió dollárt, világszerte összesen pedig 101,5 millió dollárt hozott.

## Filmzene
A film eredeti filmzenéje 2008. augusztus 5-én jelent meg. Bár a film előzetesében szerepel, az M.I.A. „Paper Planes” című dala nem szerepel sem a filmben, sem a filmzenéjén. A trailer megjelenését követően a „Paper Planes” című dal hatalmas népszerűségre tett szert, és a Billboard Hot 100 kislemezlistán az első 5 helyig jutott. Szintén szerepel a filmben, de a filmzenealbumról hiányzik Grace Jones Sly és Robbie által készített feldolgozása Johnny Cash „Ring of Fire” című dala, amely az 1998-as Private Life: The Compass Point Sessions című válogatásán is szerepelt.
1. "Pineapple Express" – Huey Lewis and the News (4:27)
2. "Electric Avenue" – Eddy Grant (3:48)
3. "Dr. Greenthumb" – Cypress Hill (3:08)
4. "Lost at Birth" – Public Enemy (3:33)
5. "Poison" – Bell Biv DeVoe (4:20)
6. "Wanted Dread and Alive" – Peter Tosh (4:22)
7. "Don't Look Around" – Mountain (3:44)
8. "Pineapple Chase (mint The Reprise of the Phoenix)" – Graeme Revell (3:03)
9. "Bird's Lament" – Moondog & The London Saxophonic (2:02)
10. "Coconut Girl" – Brother Noland (3:36)
11. "Hi'ilawe" – Arthur Lyman (1:09)
12. "Time Will Tell" – Bob Marley (3:31)
13. "Tha Crossroads" – Bone Thugs-n-Harmony (3:45)
14. "Pineapple Fight (mint The Nemesis Proclaimed)" – Graeme Revell (3:08)
15. "I Didn't Mean to Hurt You" – Spiritualized (5:12)
16. "Everybody Have Fun Tonight" – Wang Chung (4:48)
17. "Woke Up Laughing" – Robert Palmer (3:35)

## Lehetséges folytatás
A film pénzügyi sikere és kultikus rajongótábora miatt Rogen, Goldberg és Apatow érdeklődtek egy második film elkészítése iránt. A projekt soha nem valósult meg, mivel Rogen azt mondta: „Azt hiszem, valószínűleg túl sok pénzt akartunk” (Apatow 50 millió dollárra becsülte a folytatáshoz szükséges költségeket, a Sony pedig 45 millió dollárra). Rogen 2013-as Itt a vége című filmjének promotálása érdekében, amelyben Franco, Robinson és McBride is szerepelt, a Sony április elsejei tréfaként egy ál-előzetest adott ki az Ananász expressz 2. részéhez. Rogen és Goldberg szerint az Itt a vége házi készítésű Ananász expressz 2 című filmje azt ábrázolja, amit a tényleges folytatásra elképzelnek.
A 2014-es Sony hackertámadás után kiszivárgott egy e-mail, amely szerint az Ananász Expressz 2 nem fog elkészülni.

## Fordítás
- Ez a szócikk részben vagy egészben  a   Pineapple Express (film) című angol Wikipédia-szócikk fordításán alapul.  Az eredeti cikk szerkesztőit annak laptörténete sorolja fel. Ez a jelzés csupán a megfogalmazás eredetét és a szerzői jogokat jelzi, nem szolgál a cikkben szereplő információk forrásmegjelöléseként.